# Круліковський Юрій Олексійович
Юрій Олексійович Круліковський (15 серпня 1964, Харцизьк) — український культурний та громадський діяч. Директор БФ «Фонд сприяння розвитку мистецтв» (з 2003 р.), директор галереї «АртХол» БФ «Фонд сприяння розвитку мистецтв» (з 2008 р.).Член Міжнародної Музейної Ради ICOM (з 2011 р.). Голова комісії з міжнародних питань та культурно-просвітницької діяльності Громадської ради при Міністерстві культури України (липень 2014 — липень 2016).

## Освіта
У 1985 році закінчив Донецьке вище військово-політичне училище інженерних військ та військ зв'язку. Кваліфікація: військово-політичний, викладач історії та суспільствознавства. Диплом із відзнакою. У 2003—2005 рр. — аспірант Харківського міжнародного слов'янського університету, тема «Діяльність благодійних мистецьких організацій в контексті соціокультурної реальності незалежної України».

## Життєпис

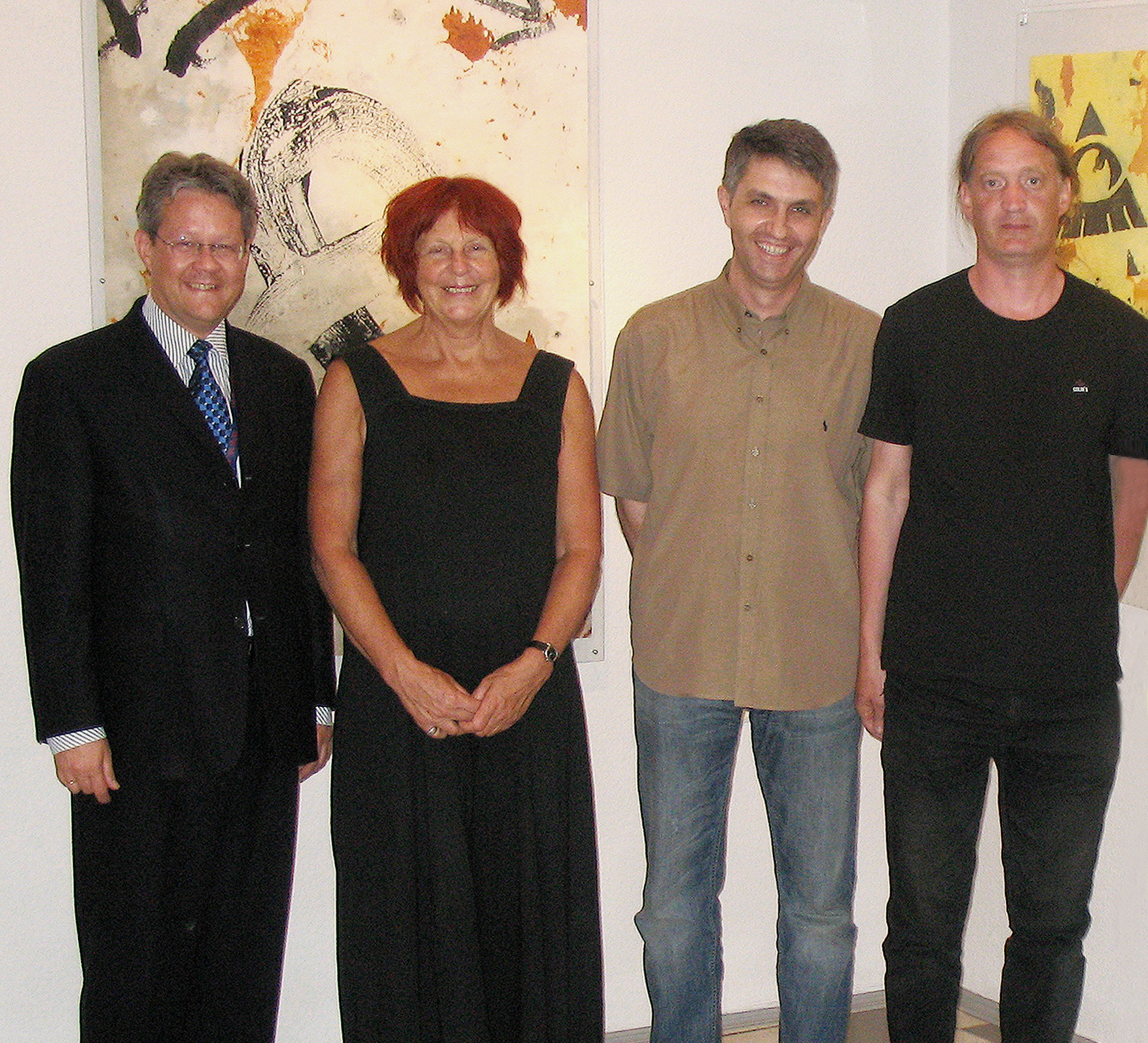
На фото: Посол Королівства Нідерланди в Україні Рональд Келлер, Жозе ван Туберген, Юрій Круліковський та Рене ван Кемпен, Київ, 2007

З 2003 року — куратор більше ніж 300 виставок, українських та міжнародних арт-проєктів. Діяльність у сфері популяризації українського мистецтва відзначена особливою активністю за межами України та позитивною інтеграцією з Європою, Канадою та пострадянськими країнами у період з 2006 по 2017 рр.
Культурно-просвітницька діяльність спрямована на підтримку та сприяння розвитку виставкової, музичної, театральної, літературної, освітньої сфер для професіоналів та новаторів України на міжнародному рівні. За сприяння Юрія Круліковського розгорнуто співпрацю БФ «Фонд сприяння розвитку мистецтв» з Французьким Інститутом, UNICEF, Міжнародною організацією «Асоціація Нова музика», «Гете-інститутом», Чеським культурним центром, «Matrix Orange» (Королівство Нідерландів), з Посольствами США, Голландії, Німеччини, Швейцарії, Франції, Іспанії, Італії, Австрії, Латвії, Литви, Грузії, Угорщини, Польщі, Сербії, Російської Федерації, Республіки Куба, Індонезії, Канади, Болгарії, Японії тощо.

## Громадська діяльність

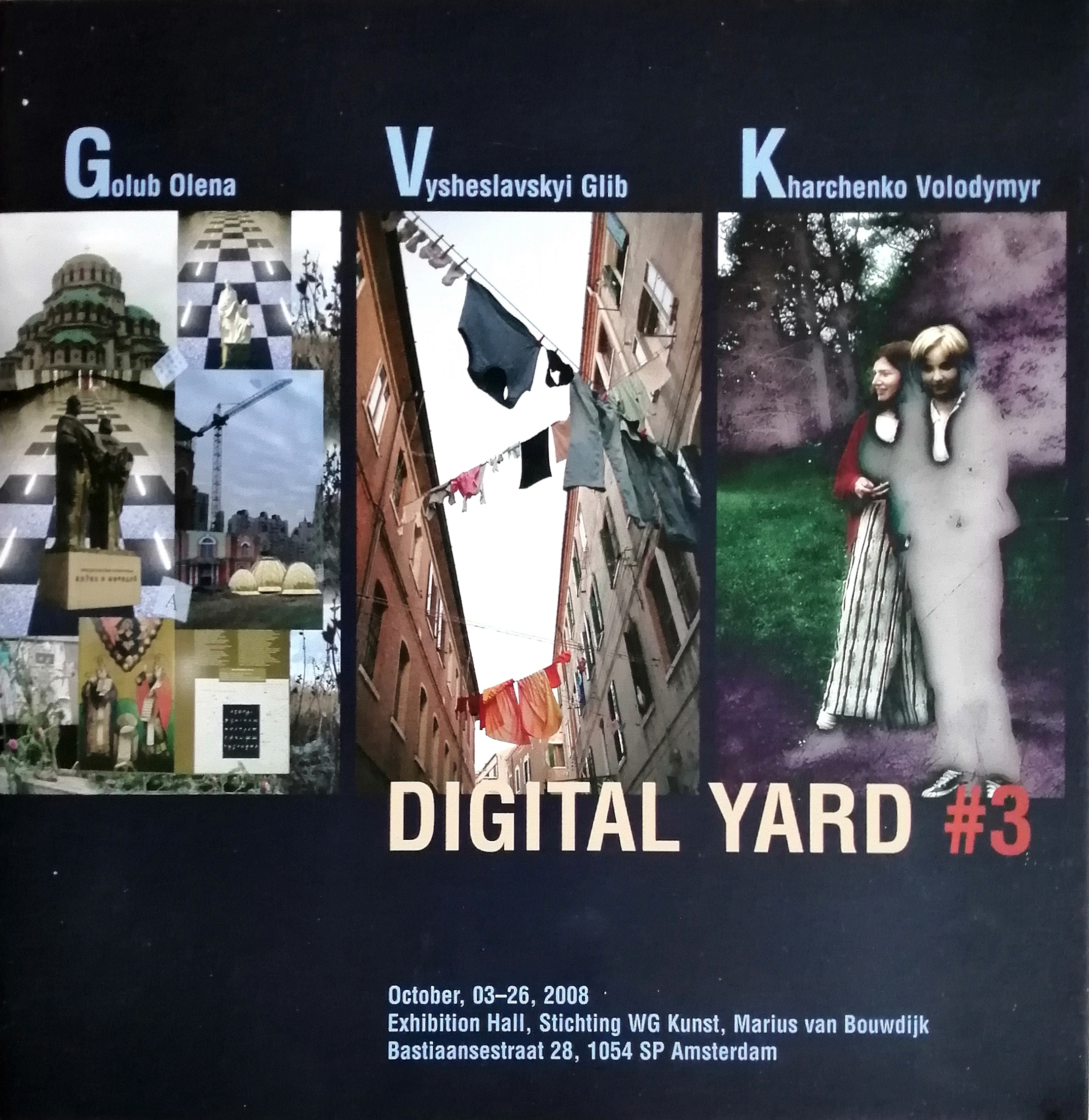
Каталог 2008, Фонд сприяння розвитку мистецтв

Засновник Міжнародного благодійного фонду «Українська спільнота» (з 2001 р.). Співзасновник Циклу концертів класичної камерної музики «Music-Review Weekend» (з 2008 р.). Співорганізатор спільного благодійного українсько-канадського освітнього проєкту у галузі поглибленої освіти з французької мови — конкурсу «Je veux bien parler le Français!» (з 2011 р.). Ініціатор освітньої культурно-просвітницької програми «Арт-мандри» (з 2010 р.). Експерт Всеукраїнського рейтингу «Книжка року».

## Кураторські арт-проєкти Юрія Круліковського 2006—2016 (вибрані— українські, міжнародні)
2006
«Незбагненність внутрішнього» —  графіка Пако Рабанна, (Франція)
2007
«De profundis»  — виставка  голландських художників Жозеван Туберген та Рене ван Кемпена, Київ, Фонд сприяння розвитку мистецтв.
Арт-група «CarFax», м. Торонто (Канада)
2008
.

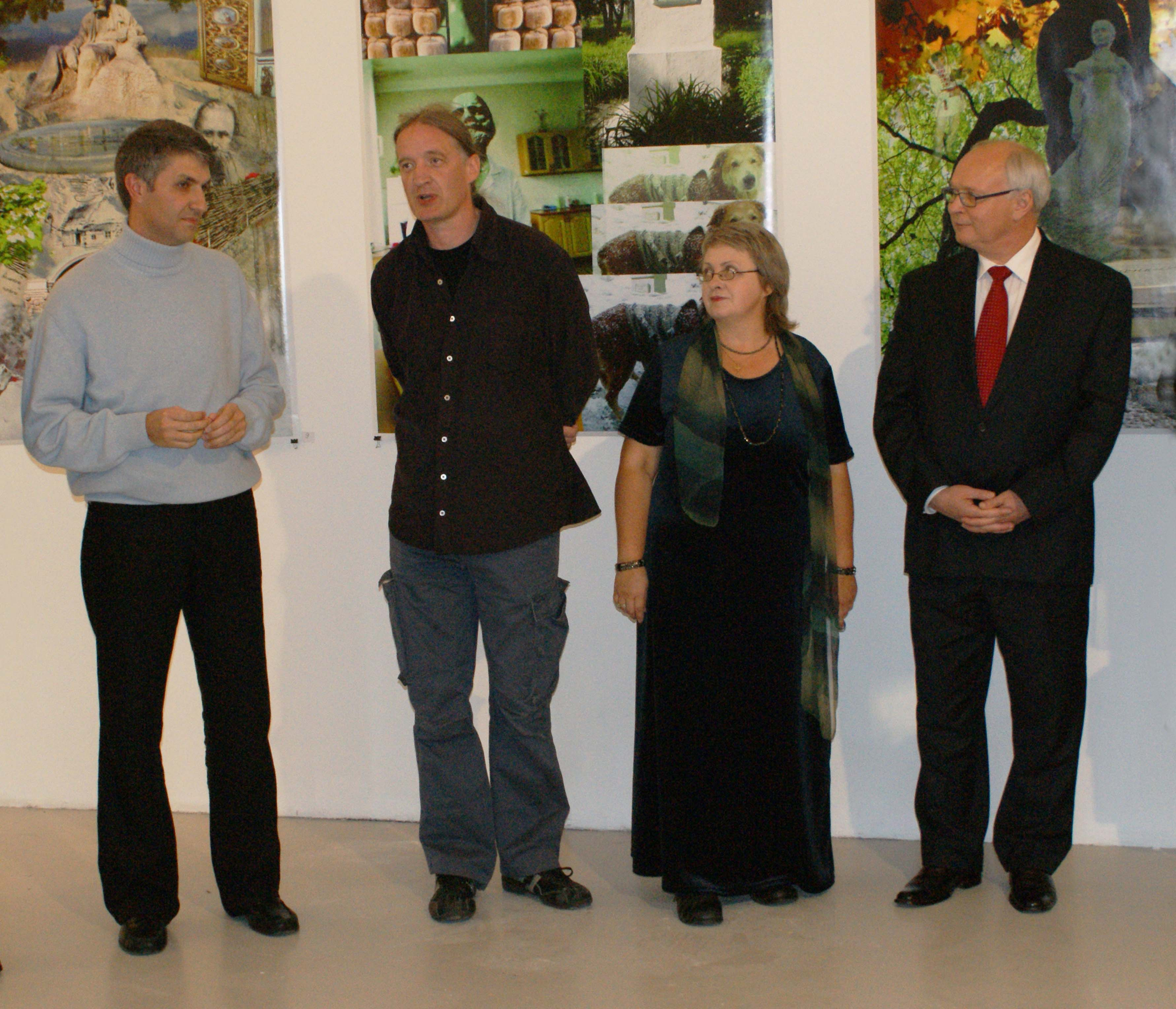
На відкритті виставки Digital yard#3 у галереї Stichting WG Kunst: Юрій Круліковський, Рене ван Кемпен, Олена Голуб, Надзвичайний та Повноважний Посол України в Королівстві Нідерланди пан Василь Корзаченко. Амстердам. 2008

«Проти сили тяжіння» Вольфганг Зінвел (Австрія); 
«Цифрове подвір'я № 3»  (художників  групи «Г. В. Х.» в складі:  Голуб, Вишеславський , Харченко) демонструвався в Києві й Амстердамі, (Нідерланди).. 
2009
«Тисячі предметів із однієї подорожі» Гійом Ренар (Франція), «TE-ART RUM Gyulai Liviusz» (Угорщина), «Українська фотографія. 1989—2009», м. Братислава (Словаччина)
2010
«Сефарад: Погляд з минулого», фотовиставка (Іспанія, Ізраїль)
2010-2011
«„Зближення: Київ-Мюнхен“ до 20-річчя міст-побратимів Київ-Мюнхен» (Київ, 2010, Мюнхен, Німеччина, 2011)
«Form. Inside Out», Арт-група «Абсентна реальність» (О. Шимбаровський, В. Шаманов) (м. Амстердам, м. Гаага (2010—2011); «I Love the Hague», фото, О. Шимбаровський, м. Гаага, Нідерланди; «Україна», Фотовиставка Сергія Тарасова, м. Гаага, Нідерланди
2012
Міжнародний проєкт «Від утопії до Антиутопії», «Оргазм. Квіти. Експерименти», фото, Дані Олів'є (Франція); «Сучасний контемплятивний живопис XXI століття», міжнародний арт-проєкт / Росія, Німеччина, Австрія; «Ода повсякденності», фотографія, Антанас Суткус (Литва); «Містичні вікна», живопис, Гела Думбадзе (Грузія); «Мовчазна гра» Пабло Амарго, графіка (Іспанія); «Polska» фотографія, Степан Рудик (Польща)
2013
Міжнародний арт-проєкт «Українці на Лазуровому березі» (Франція–Україна–Нідерланди), Міжнародний фестиваль «Дні музики Мирослава Скорика».
2014
Міжнародний арт-проєкт «Мій натюрморт»; Міжнародний музичний проєкт «Нотр Дам де Парі»; Персональна художня виставка Темурі Папіашвілі (Тбілісі, Грузія); «Мистецтво, Культура та Революція: вплив турбулентних часів на творчість митців» (натхнення Українського ЄвроМайдану) Владислав Шерешевський (живопис), Володимир Харченко (фотографія), Дмитро Тяжлов (режисер), (Гаага, Нідерланди) спільно та за підтримки MatrixOrange (Наталія Буряник) та Посольства України в Нідерландах.
2015
Фотопроєкт «Добровольці» (Андрій Котлярчук, фотографія), Український павільйон VII міжнародного фестивалю сучасного мистецтва «Fest i Nova 2015», (Грузія), Арт-проєкт «Гебдомерос», Антон Логов, Андрій Дудченко (живопис); Проєкт «Музика, яка вийшла за межі»: Лідія Борисенко (графіка, textile); Проєкт «IMAGEINSIDE»: Юлія Чемерис, Євген Лазарчук (живопис у супроводі ароматів).
Арт-проєкт «Українська художня фотографія — 2015» (фотографія)
2016
Contemporary Art Baden-Baden 2016 (1-5 жовтня 2016, Німеччина). Учасники: Олександр Шимбаровський (фотографія), Україна, Вадим Шаманов (живопис), Україна, Ігор Гайдай (фотографія), Україна, Олег Пінчук (скульптура), Україна, Расим Сейдимов (живопис), Україна, Темур Папіашвілі (живопис), Грузія, Арт-проєкт «Пейзаж. Сучасний погляд».
2017
Міжнародний арт-проєкт «Культурна дипломатія. Україна — Німеччина» (березень 2017, простір «Manufaktursalon» (Merkurstr. 2), Німеччина). Учасники: Олександр Шимбаровський (фотографія), Україна, Вадим Шаманов (живопис), Україна, Петро Лебединець (живопис), Україна. Один з кураторів візиту французької дизайнерки Маталі Крассе в Україну в межах культурно-мистецького проєкту «Культурний код. Франція» (Міжнародний фестиваль «Французька весна-2017»),,.

## Нагороди
Подяка Київського міського Голови від 09 березня 2006 року — «За вагомий особистий внесок у розвиток української мови і культури».